# Charles Simmons
Charles Simmons (Londres, 24 de dezembro de 1885 —  Willesden, 15 de fevereiro de 1945) foi um ginasta britânico que competiu em provas de ginástica artística pela nação.
Simmons é o detentor de uma medalha olímpica, conquistada na edição de 1912, nos Jogos de Estocolmo. Na ocasião, foi o medalhista de bronze da prova coletiva ao lado de seus 22 companheiros de equipe, quando foi superado pelas seleções da Itália e Hungria, primeira e segunda colocadas respectivamente.